# Kosel, Rendsburg-Eckernförde
Kosel là một đô thị thuộc quận Rendsburg-Eckernförde, bang Schleswig-Holstein.